# Aeronautics Defense Systems

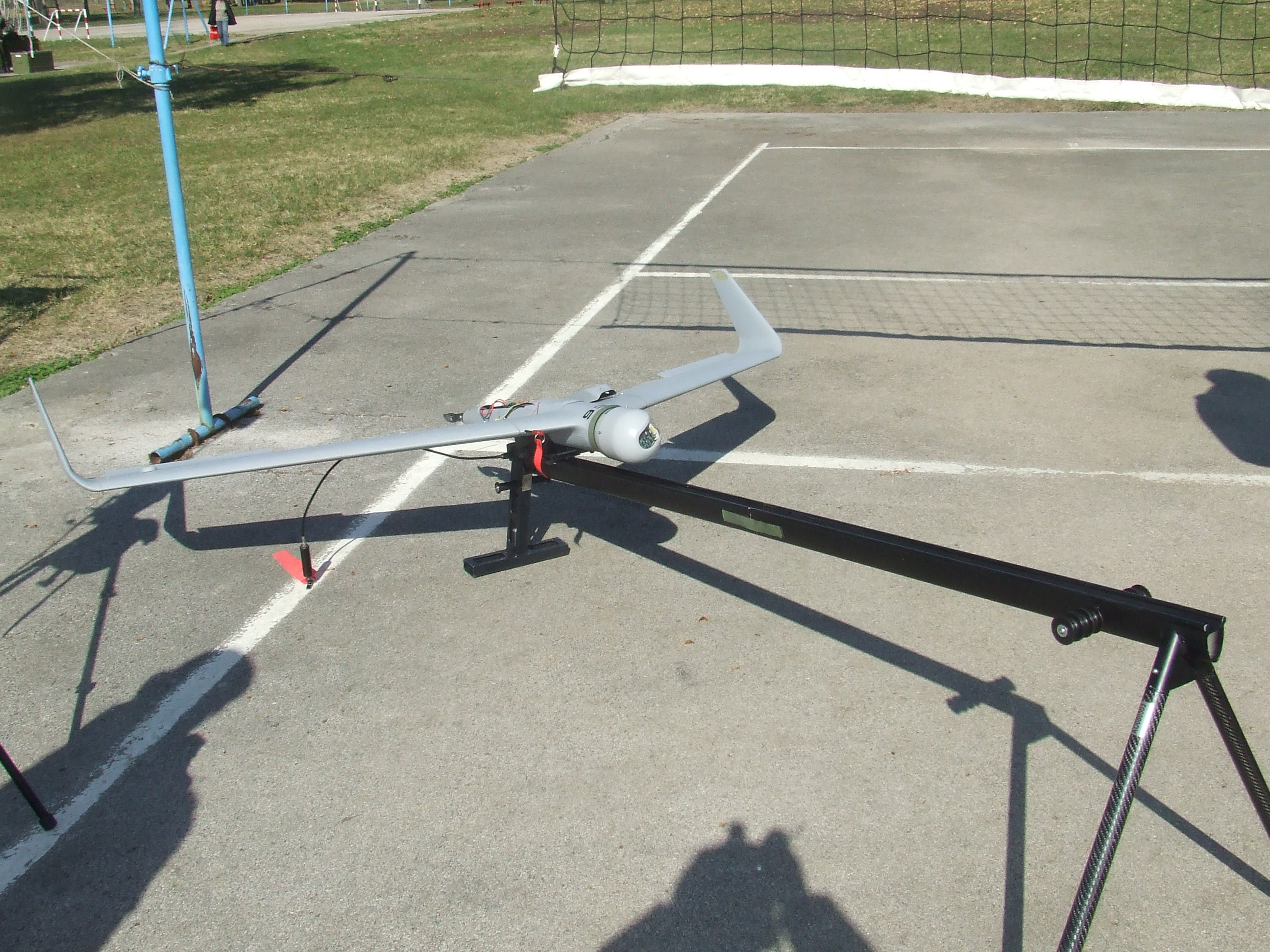
Orbiter

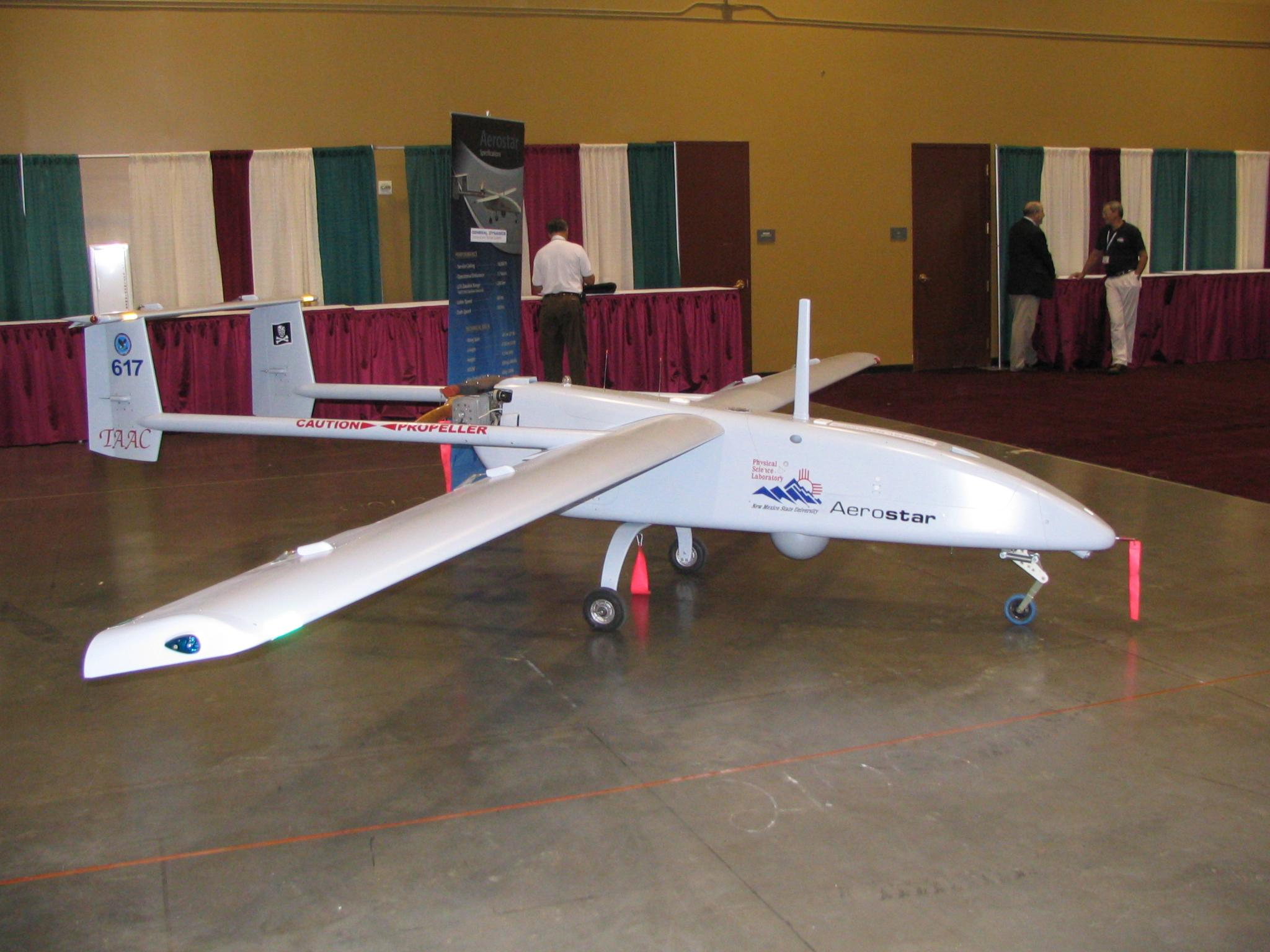
Aerostar

Aeronautics Defense Systems Ltd.  (poprzednio NETS Integrated Avionics Systems) – izraelskie przedsiębiorstwo przemysłu zbrojeniowego. Przedsiębiorstwo zajmuje się produkcją bezzałogowych aparatów latających, systemów nadzoru oraz systemów łączności pola walki.
Siedziba i zakłady produkcyjne znajdują się w Jawne w Dystrykcie Centralnym w Izraelu. Przedsiębiorstwo powstało w 1997 roku, zatrudnia około 300 pracowników (2011 rok).

## Wybrane produkty firmy[1]

### Bezzałogowe aparaty latające,
- Aeronautics Dominator
- Aeronautics Aerostar
- Aerolight UAV
- Aeronautics Orbiter
- Seastar USV

### Systemy nadzoru
- Skystar 300 - system nadzoru oparty na balonie napełnianym helem.
- Skystar 100